# بوروسيا دورتموند موسم 2014–15
كان موسم 2014–15 هو الموسم الـ106 لنادي بوروسيا دورتموند في تاريخ النادي الكروي. في عام 2014–15، لعب النادي في الدوري الألماني، الدرجة الأولى لكرة القدم الألمانية. وكان هذا هو الموسم الـ39 على التوالي للنادي في هذه البطولة، بعد أن صعد من دوري الدرجة الثانية الألماني في عام 1976. كما شارك دورتموند في بطولة كأس ألمانيا  ودوري أبطال أوروبا.